# Тур Острова Принца Эдуарда
Тур Острова Принца Эдуарда (фр. Tour de Prince Edward Island или фр. Tour de PEI) — шоссейная многодневная велогонка, проходившая по территории Канады с 2007 по 2009 год.

## История
Гонка была создана в 2007 году и сразу вошла в Женский мировой шоссейный календарь UCI, в рамках которого проводилась на протяжении всей своей трёхлетней истории.
В 2010 году гонка была отменена вместе с ещё двумя гонками: Монреаль Ворлд Кап и Туром Большого Монреаля. Как сказал их организатор Даниэль Манибал, причиной отменны всех трёх гонок стал затруднённый поиск спонсоров из-за создания двух мужских гонок, включенных в Мировой тур UCI — Гран-при Квебека и Гран-при Монреаля.
Маршрут гонки проходил в провинции Остров Принца Эдуарда и состоял из пяти этапов. Три из них (1-й, 3-й и 4-й) были групповыми протяжённостью от 90 до 120 км каждый. Второй этап был в формате индивидуальной гонки на 14,54 или 28,8 км и проходил по Мосту Конфедераций. Заключительный пятый этап проводился в виде критериума в столице провинции Шарлоттауне по кругу длинной 1 км и имел общую протяжённость 49,25 км.

## Призёры
| Год  | Победитель          | Второй           | Третий                |
| ---- | ------------------- | ---------------- | --------------------- |
| 2007 | Диана Жилюте        | Оливия Голлан    | Александра Бурченкова |
| 2008 | Кори Келли-Зеехафер | Натали Бейтс     | Трине Шмидт           |
| 2009 | Тара Уиттен         | Брайди О'Доннелл | Мориа Джо Макгрегор   |